# Sífax
Sífax foi um rei da antiga tribo líbia dos massessílios, que habitaram a Numídia ocidental durante o último quarto do século III a.C..

## Biografia
Em 218 a.C., quando uma guerra eclodiu entre Cartago e a República Romana, Sífax apoiou os romanos e, em 213 a.C., estabeleceu uma aliança com eles,que enviaram conselheiros militares para auxiliá-lo a treinar suas tropas. Sífax atacou então os númidas orientais, os massilos, comandados pelo rei Gala, que apoiava os cartaginenses. Com a morte de Gala, em 206, seus filhos Massinissa e Ozalces passaram a disputar o trono, e Sífax aproveitou-se para conquistar partes consideráveis do reino númida oriental.
Depois de obter uma vitória na batalha de Ilipa, Públio Cipião enviou seu amigo Caio Lélio para visitar Sífax e ratificar o tratado com Roma. Sífax, no entanto, recusou-se a assinar qualquer tratado com outra pessoa que não o próprio Cipião, forçando este a velejar com dois quinquerremos para encontrá-lo, correndo grande risco no processo; Cipião chegou ao porto númida exatamente no mesmo momento que Asdrúbal, que se dirigia da Hispânia para Cartago, e só escapou porque suas embarcações conseguiram aportar antes que os sete trirremos de Asdrúbal pudessem interceptá-lo. Sífax então convidou ambos para um jantar, onde conseguiu cativá-los com seu charme.
Neste meio tempo, Massinissa havia concluído que Roma estava vencendo a guerra contra Cartago e preferiu mudar de lado. Tendo perdido sua aliança com Massinissa, Asdrúbal começou a procurar outro aliado - que encontrou em Sífax, selando a aliança ao oferecer sua filha Sofonisba em casamento (que até então estava prometida a Massinissa).
Com a mudança nas alianças tudo indicava que Cartago e Sífax estavam numa posição vantajosa na África. Certamente, durante as primeiras etapas da campanha de Cipião no Norte da África, as forças conjuntas de Sífax e Asdrúbal Giscão conseguiram forçar o general romano a abandonar o cerco a Útica; no entanto, na batalha de Bagbrades, Cipião conseguiu derrotar ambos, enquanto Laélio e Massinissa perseguiram Sífax até Cirta.
Durante esta perseguição Sífax viu seu exército ameaçar deserção à medida que os inimigos se aproximavam. Numa tentativa corajosa de dar alento às suas tropas, de acordo com Lívio, Sífax cavalgou sozinho rumo à cavalaria romana; durante esta tentativa desesperada seu cavalo foi ferido com gravidade e o derrubou. Capturado imediatamente por soldados romanos, foi levado ao jubilante Massinissa. Enquanto isso as tropas de Sífax recuaram até sua capital, que posteriormente foi conquistada por Massinissa, e Sífax foi entregue a Cipião Africano como prisioneiro.
Cipião, ao ver Sífax acorrentado, chorou, porque ele pensou que aquele homem havia tido a prosperidade de um rei, e mandou que ele fosse desacorrentado, tratando-o com delicadeza, e mesmo convidando-o para sua mesa.
Sofonisba, que tinha sido esposa de Massinissa e depois de Sífax, voltou a se casar com Massinissa. Ela então tentou levar Massinissa para a causa cartaginesa, porém Sífax, que era grato a Cipião pelo tratamento recebido, avisou a Cipião sobre o comportamento da sua ex-esposa; Cipião exigiu que ela fosse levada à sua presença, e, quando Massinissa interveio, levou uma admoestação de Cipião. Massinissa enviou-lhe veneno, e forçou Sofonisba a se suicidar.
Sífax morreu em Tibur (atual Tivoli), por volta de 203/202 a.C..
A cidade atual de Sfax, na Tunísia, teria recebido o nome em sua homenagem.